# Meronim
Meronim (z gr. μέρος – część, όνομα – imię) – wyraz oznaczający część pewnej całości, np. wagon w stosunku do wyrazu pociąg czy konar w stosunku do wyrazu drzewo. Pojęciem przeciwstawnym wobec meronimu jest holonim. Dwa lub więcej meronimy tego samego holonimu pozostają ze sobą w stosunku komeronimii (są komeronimami).